# Восьмое творческое объединение МИФИ
Восьмое творческое объединение (ВТО) Московского инженерно-физического института (МИФИ) — творческий многопрофильный коллектив, объединяющий студентов, выпускников, аспирантов и сотрудников института. ВТО - это студенческий театр миниатюр (СТЭМ), это организация концертов и спектаклей, написание сценариев, проведение вечеров отдыха и слётов, выпуск стенгазет и альманахов прозы, поэзии и драматургии, участие в клубах самодеятельной песни, клубах КВН, выступления на всевозможных смотрах и конкурсах.

## История ВТО
Объединение было создано на физико-энергетическом факультете МИФИ по решению комсомольского бюро. Первое сценическое выступление состоялось 13 декабря 1969 года. Именно эта дата считается днём рождения ВТО. Сначала им руководил Олег Юрьевич Фёдоров, бывший капитан институтской команды КВН 1962 года. Написание текстов, сборы на репетиции, все организационные вопросы взял на себя триумвират в составе Николая Артемьева, Мелько Хуциева и Владимира Чехонадского. С тех пор руководство Объединением традиционно осуществлялось тройками студентов.
На эмблеме ВТО изображены дуб и дятел — санитар леса. Дятел символизирует сатиру, поражающую въевшихся в тело страны паразитов.

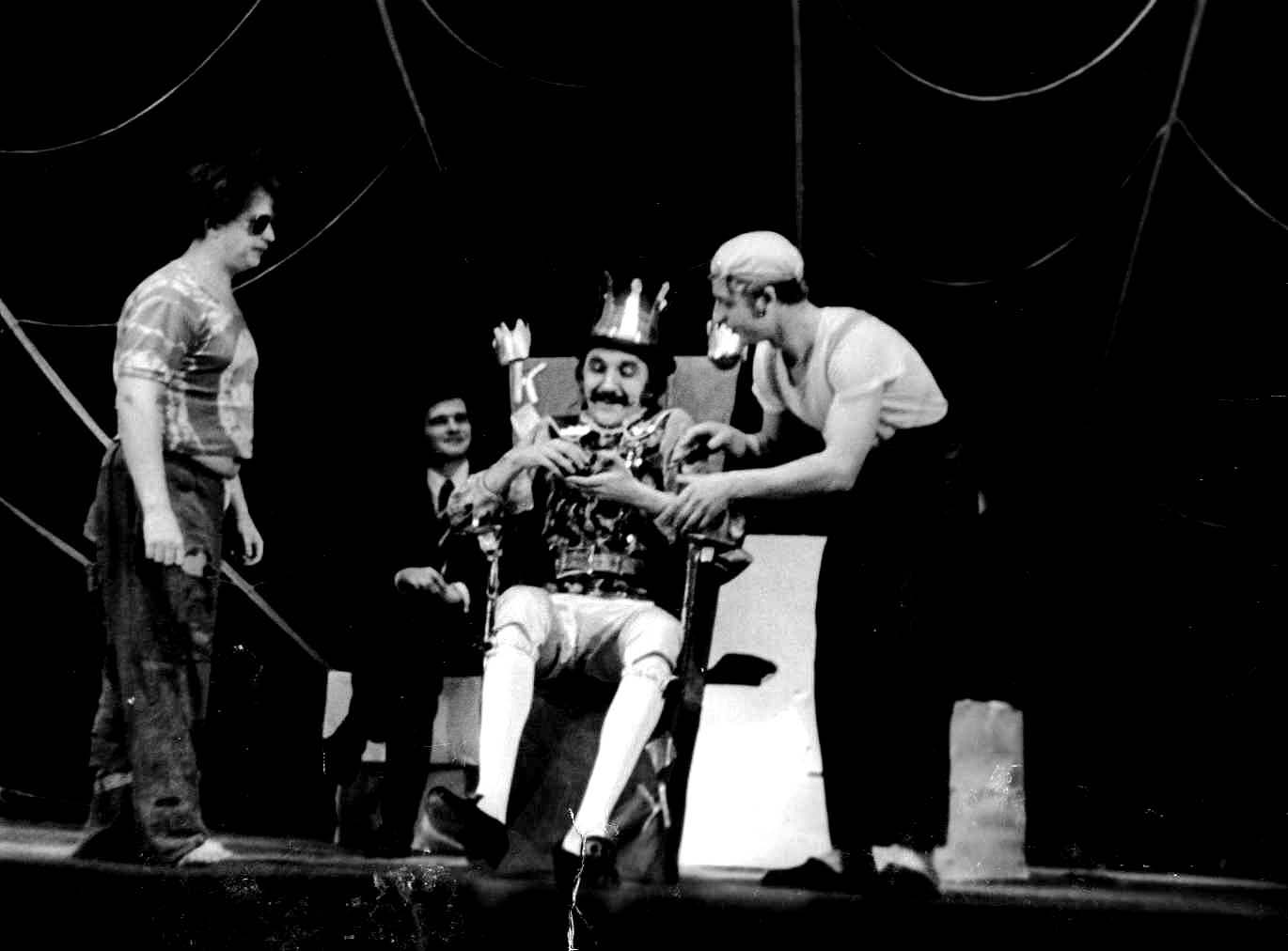
Легендарный спектакль ВТО МИФИ 1974 года «Нам оставаться!» по мотивам произведений Ф. Кривина.

В 1974 году комсомольское бюро факультета настоятельно потребовало, чтобы руководителем ВТО избирался один человек. Им стал Валерий Шамбаров. Не являясь Главным режиссёром, он осуществлял общее руководство ВТО. В разные годы режиссурой занимались Николай Артемьев, Владимир Чехонадский, Александр Разумов, Валерий Шамбаров, Сергей Струев, Александр Селин, Андрей Троицкий и др.
Деятельность ВТО носит подвижнический характер, чем объясняется успех и востребованность объединения в течение длительного периода его существования. ВТО охватывает все доступные ему области творчества. Это организация культурных мероприятий, подготовка агитпрограмм и, наконец, студенческий театр, который занимается не только миниатюрами (СТЭМ), но и более серьёзными масштабными постановками.

«Восьмое творческое объединение — это не кружок по интересам, это дружная семья. Даже если вдруг вам не удастся стать народным артистом, здесь вы найдете хороших товарищей, познакомитесь с великим множеством людей в МИФИ и за его пределами и проживете яркие студенческие годы, которые будет приятно вспомнить».
В 1988—1991 гг. в рамках ВТО действовал проект «Театр социального ужаса». Со сценическими постановками МИФИсты объездили многие города и веси, участвовали в фестивале независимых театров «Семь Я» в Петербурге и в Первом Всесоюзном фестивале команд КВН в Днепропетровске. Руководителем «Театра социального ужаса» был Александр Селин, прекрасный актёр и талантливый писатель, создавший несколько пьес.

### Периоды деятельности
Историю ВТО условно можно разделить на четыре периода.
Период 1969—1984 гг. Это время становления и развития традиций. Это время масштабных театральных постановок — как самодеятельных авторов (М. Хуциев, В. Шамбаров, А. Селин), так и профессиональных драматургов (Ф. Кривин, Е. Шварц, Д. Аль).
Период 1985—1997 гг. Предпринимаются попытки отдельных творческих личностей развивать своё творчество в профессиональной среде. В. Шамбаров занимается публицистикой и писательской деятельностью. А. Селин работает на телевидении, пишет сценарии передач и рекламных роликов, сотрудничает с телевизионной передачей КВН. С. Струев начинает работать режиссёром в кино. А. Семёнов становится поэтом, на его текстах поднимается творчество рок-группы «Вежливый отказ». ВТО существует в параллельных действиях небольших творческих групп.
Период 1998—2002 гг. Стараниями М. Хуциева, А. Селина, Н. Турчанинова, Ч. Кайтукова ВТО переходит на участие в играх команд КВН. Для этого организует межфакультетские встречи, участвует в региональных лигах и добивается в составе команды «Визит» участия в высшей лиге КВН АМИК.
Период с 2003 г. по настоящее время. ВТО работает в рамках традиционного Студенческого театра эстрадных миниатюр (СТЭМа). Программы состоят из миниатюр, пародий, скетчей. Больших спектаклей почти не ставится.

## Наиболее значимые постановки ВТО
- 1971 — «Горе ему»; автор – М. Хуциев, режиссёр – В. Чехонадский.
- 1972 — «Божественные истории»; автор – Ф. Кривин, режиссёр – Н. Артемьев.
- 1974 — «Нам оставаться!»; автор – М. Хуциев, режиссёр – Н. Артемьев.
- 1975 — «Гроза»; автор – В. Шамбаров, режиссёр – А. Голиков.
- 1977 — «Первая глава»; автор – Д. Аль, режиссёр – Н. Артемьев.
- 1976 — «Дракон»; автор – Е. Шварц, режиссёр – Н. Артемьев.
- 1977 — «Летучий Голландец»; автор – В. Шамбаров, режиссёр – Н. Артемьев.
- 1978 — «Ромео и Джульетта»; автор и режиссёр А. Селин.
- 1981 — «Ну как вы тут, ребята?»; автор и режиссёр – В. Шамбаров.
- 1982 — «Скорлупа», автор – ВТО, режиссёр – С. Струев.
- 1987 — «Театр социального ужаса»; автор – А. Селин, режиссёр – С. Струев.
- 1989 — «Паук»; автор и режиссёр – В. Шамбаров.
- 1990 — «Деникин»; автор и режиссёр – В. Шамбаров.
- 1991 — «Мясник Томсон»; автор и режиссёр – В. Шамбаров.
- 1991 — «»; автор – А. Селин, режиссёр – С. Струев.
- 1993 — Телепередача «По ту сторону кинескопа»; автор и режиссёр – А. Селин.
- 2002 — СТЭМ «МИФИ – 60, а нам – 18»; автор – ВТО, режиссёр – М. Хуциев.
- 2004 — «Вертолёт»; автор и режиссёр – А. Селин.
- 2005 — «Пел соловей, сирень цвела»; автор – А. Селин, режиссёр – Н. Искандарова, на сцене Московского нового Драматического театра.
- 2005 — «Ёлочка»; автор и режиссёр – А. Селин.
- 2006 — СТЭМ «В поисках жанра»; автор – ВТО, режиссёры – М. Хуциев, А. Трибелев.
- 2007 — «Парашютист»; автор – А. Селин, режиссёры – О. Анищенко, М. Белякович, на сцене Московского театра на Юго-Западе.
- 2007 — «Аллегория»; автор – А. Селин, режиссёры – О. Анищенко, М. Белякович, на сцене Московского театра на Юго-Западе.
- 2008 — «Спасение  Хайниге»; автор и режиссёр – А. Селин.
- 2008 — СТЭМ «Берём вниманием, платим смехом»; автор – ВТО, режиссёры – П. Крутов, А. Селин.
- 2010 — СТЭМ «Дело чести»; автор – А. Селин и ВТО, режиссёр – П. Крутов.
- 2010 — СТЭМ «День дятла»; автор и режиссёр – П. Крутов.
- 2011 — СТЭМ «День дятла»; авторы – П. Крутов, Г. Крылов, режиссёр – П. Крутов.
- 2012 — СТЭМ «Последний день дятла»; авторы – П. Крутов, Г. Крылов, режиссёр – С. Струев.
- 2012 — СТЭМ «По ту сторону Каширского шоссе»; авторы – П. Крутов, Г. Крылов, режиссёр – С. Струев.
- 2012 — СТЭМ «Ерши-2012»; автор и режиссёр – А. Селин.
- 2013 — СТЭМ «День физика-1»; авторы – А. Селин, П. Крутов, Г. Крылов, режиссёр – С. Струев.
- 2013 — СТЭМ «Пришёл, увидел, сдал»; авторы  – А. Селин, П. Крутов, Г. Крылов,  режиссёр – С. Струев.
- 2013 — СТЭМ «Спонтанное желание»; автор – ВТО, режиссёр С. Струев.
- 2014 — СТЭМ «ООО Инженер»; автор – А. Селин, режиссёр – С. Струев.
- 2014 — СТЭМ «День –2»; авторы – П. Крутов, Г. Крылов, режиссёр – С. Струев.
- 2014 — СТЭМ «Level up»; автор – ВТО, режиссёр – С. Струев.
- 2014 — СТЭМ «220 вёрст. Путь скомороха»; автор – ВТО, режиссёр – С. Струев.
- 2014 — СТЭМ «Как я встретил замдекана»; авторы – Г. Крылов, М. Дмитриев, А. Нилов, режиссёр – С. Струев.
- 2015 — СТЭМ «Городские легенды»; автор – А. Селин, режиссёры – С. Струев, А. Гаврилов.
- 2015 — СТЭМ «Умные и смешные»; авторы – П. Крутов, Г. Крылов, режиссёр – С. Струев.
- 2015 — СТЭМ «Первый раз»; авторы П. Крутов, Г. Крылов, режиссёр – С. Струев.
- 2015 — СТЭМ «220 вёрст. Играем в карнавал»; автор – ВТО, режиссёр – С. Струев.
- 2015 — СТЭМ «Притворись моим соседом»; авторы – П. Крутов, Г. Крылов, М. Дмитриев, И. Самбурский, режиссёры – С. Струев, А. Гаврилов.
- 2018 — Программа «Убийство в Пушкарёве и другие нелепые истории» – Премьера на московском фестивале комедии «Панчлайн».
- 2022 — Спектакль «Как ВТОй сказке» – комедия с основной сюжетной линией, в которую увязаны самостоятельные сценки «Панчлайн».
- 2023 — Драматический спектакль «Найти себя», состоящий из трёх самостоятельных новелл.

## Традиции
Праздник первокурсника (ежегодно 1 сентября). Начиная с 1 сентября 1974 года, ВТО проводит театрализованное представление для первокурсников всех факультетов. За долгие годы характер представления менялся от напутствия «Учёных старцев» первокурсникам, игры в «Высшее образование», аттракционов до концертов всех творческих коллективов НИЯУ МИФИ. Неизменно ВТО участвует в этом важном мероприятии.
Слёт первокурсников на природе (ежегодно 2-е или 3-и выходные сентября). Традиция заложена членами ВТО в 1974 году, когда состоялся первый слёт в Тучково. В программу входили выезд студентов-первокурсников факультета «Ф» на природу, студенческая «тропа ужасов», Митинг памяти у обелиска защитникам Москвы, ночной концерт. Второй день обычно отмечался спортивными соревнованиями и раздачей призов. Традиция сентябрьских слётов существует и по нынешний день. Менялись только места слётов в Подмосковье.

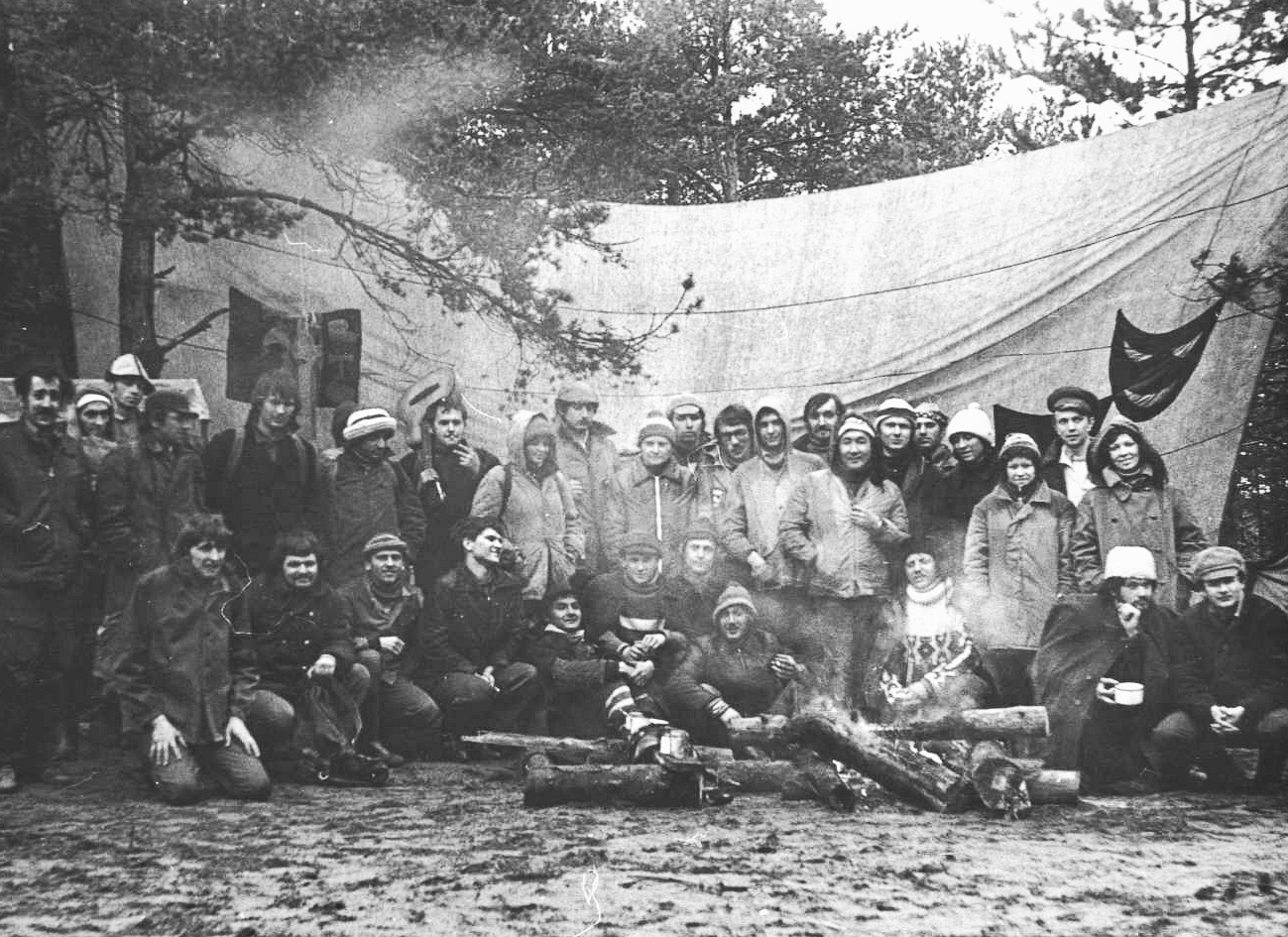
1980 г. – Самый холодный слёт ВТО в Скнятино.

Майский слёт в Скнятино (ежегодно 1 мая). Это внутреннее мероприятие ВТО. Традиция  отдыха возникла 1 мая 1975 года. В этот день группа студентов ВТО выехала за 165 км от Москвы в Тверскую область (дер. Скнятино) просто отдохнуть на природе. В 1976 году желающих поехать в Скнятино оказалось так много, что их пришлось разбить на команды. Возникло творческое и спортивное соревнование. До сих пор традиция жива. Отдых собирает более 100 человек ежегодно.
Дни смеха (ежегодно в апреле). Первый «День смеха технических вузов Москвы» состоялся 1 апреля 1973 года. Был большой концерт в ДК «Москворечье» с участием как ВТО МИФИ, так и юмористических студенческих коллективов МФТИ, МЭИ, МИЭТ, ИАЭ им. Курчатова. В дальнейшем название праздника менялось на «День смеха», «День дурака», «День дятла». В настоящее время ВТО проводит «Дни» с большой программой на четыре дня. Последний день завершается большим юмористическим концертом. Участвуют коллективы МФТИ, МГУ, МАИ и ВТО МИФИ.
Агитбригады. Это небольшие по составу творческие группы ВТО, которые выезжали на гастроли в отдалённые уголки страны. Самая первая агитбригада отправилась в Набережные Челны в 1974 году, когда строился Камский автозавод. Выступали перед строителями КамАЗа с миниатюрами, стихами и песнями под гитару. Затем последовала целая серия поездок с концертами в Пограничные округа. Выступали перед пограничниками, агитировали их поступать в наш институт. Крайняя агитбригада состоялась в июле 1989 года. Надеемся возродить традицию таких поездок.
Проводы зимы. Праздник «Проводы зимы» проводился ВТО совместно со студией бального танца «Эста МИФИ» в марте 1977-1979 годов под Звенигородом. Это театрализованное действо с танцами, катанием с гор на санках, поеданием блинов, взятием снежной крепости. В дальнейшем организация мероприятия целиком была отдана «Эсте МИФИ».
Школа ВТО. ВТО постоянно заботится о пополнении своих рядов, поэтому с 1973 года  набираются первокурсники с творческими задатками. Каждый новый набор первокурсников занимается под руководством опытных ВТОшников. Они постигают азы написания текстов, драматургии, сценического движения, техники речи, вокала и танца. И только через год, пройдя инициацию Посвящения, становятся полноправными членами Восьмого Творческого Объединения.
Команда КВН МИФИ. Это – неотъемлемая часть ВТО, окончательно сложившаяся в конце 1990-х годов. По воспоминаниям В. Шамбарова, «в 1969 году, когда образовалось ВТО, собралось несколько групп ребят. Одна группа – Коля Артемьев, Нина Гулова – хотели сделать театр. Другая во главе с Хуциевым горела желанием играть в КВН. Договорились, получилось нечто среднее – театр в духе КВН».

«Во время нашего выступления даже самые непримиримые болельщики МГПУ хлопали ВТОшникам. А перед самым его началом из зала раздалась кричалка: "Хоть ты лопни, хоть ты тресни – ВТО на первом месте". Она оказалась пророческой, ВТО действительно заняло первое место. После окончания КВН микрофон передали судьям. Они отметили, что ВТО – это крепкая, сильная, сплочённая команда, у которой есть чему поучиться».

## Кино- и видеопроизводство
В 1974 году ВТО создало свой первый игровой короткометражный фильм «Понедельник, или о больном ни слова» (постановка Н. Артемьева при участии М. Хуциева). Фильм о том, как студент готовит первоапрельские розыгрыши для своих соседей, а попадается в расставленные ловушки его девушка. В 1979 году Александр Болгаров снимает авторский десятиминутный фильм «Коридор». Фильм запомнился тем, что утро в общежитии состояло не только из реальных событий, но и из студенческих снов и мечтаний о жизненных радостях. Короткометражный фильм «Стулкер», снятый А. Хрипко по авторскому сценарию в 1979 году, пародирует события из «Сталкера» А. Тарковского. Вместо «Зоны» действие разворачивается в студенческом общежитии и в его окрестностях (в ролях А. Селин, А. Игомонов, А. Шрамко и др.).
В 1983 году появился цветной документальный фильм о спортивно-оздоровительном лагере МИФИ на Волге (авторы А. Хрипко и А. Шеблаков).
В 1990 году ВТО записывает визитку команды КВН МИФИ в рамках Первого Всесоюзного фестиваля команд КВН в г. Днепропетровске (сценарий: А. Селин, режиссёр: А. Язловский). Ролик пародирует известный сюжет Н. Гоголя «Ревизор». Действие происходит в Театре оперы и балета им. Т. Шевченко, причём в качестве Городничего подразумевается А. Масляков. Авторский короткометражный фильм «МИФИ и общага» (автор Ю. Антушев, 2001 г.) посвящён родной кафедре и тем, кто живёт в общежитии. Пронзительный рассказ снят за несколько месяцев до трагического ухода автора из жизни. Игровой короткометражный фильм «Только ты и я» (сценарий: П. Маркелов, оператор Д. Головкин), созданный в 2007 году в рамках КВНовского видео-конкурса рассказывает об отношениях людей и вмешательстве в них потусторонних сил.
В 2007 году оператор  связи «МегаФон-Москва» инициировал «Фестиваль видеороликов», посвященных различным видам услуг оператора. Нужно было снять видеоролик по собственному сценарию, что и удалось блестяще осуществить. Рекламный ролик ВТО под названием «Ищите девушку!» завоевал Гран-при. Сценарий и постановка: В. Будрик, оператор: Д. Головкин.

## Награды
- 1975 — спектакль «Гроза» В. Шамбарова в постановке А. Голикова получает звание лауреата в московском конкурсе к 30-летию Победы в Великой Отечественной войне.
- 1976 — спектакль «Горе ему» М. Хуциева в постановке Н. Артемьева награждён дипломом 3 степени на Первом Всесоюзном конкурсе художественного творчества трудящихся.
- 1976 — спектакль «Божественные истории» по мотивам рассказов Ф. Кривина в постановке Н. Артемьева также отмечен дипломом 3 степени.
- 1987 — спектакль «Театр социального ужаса» А. Селина в постановке С. Струева отмечен грамотой «За лучшую  режиссёрскую работу» на фестивале театров в г. Днепропетровске.
- 2007 — рекламный ролик ВТО выигрывает конкурс фирмы «Мегафон».
- 2010 — СТЭМ «Дело чести» в постановке П. Крутова отмечен дипломом лауреата ХХ Международного фестиваля студенческих театров эстрадных миниатюр «Курская аномалия – 2010».
- 2012 — СТЭМ «Ерши-2012» в постановке А. Селина удостоен диплома лауреата фестиваля юмористической и сатирической песни и поэзии в номинации «Сценическая клоунада».

## Известные люди ВТО
Эти люди — члены ВТО, осуществившие прорыв из «» в «лирики»; они служат примером для нынешнего поколения студентов МИФИ, успешно сочетающих научно-техническое образование с художественным творчеством.
- Алексеев, Эрик Филиппович – художник-карикатурист, сотрудничал в 1970-е годы с «Литературной газетой», в ВТО занимался оформлением стенных газет и сценографией.
- Гулова Нина  - ведущая актриса ВТО в 1970–1980 годах, исполнительница главных ролей в нескольких спектаклях. Принимала активное участие в театральной деятельности.
- Качалов, Владимир Алексеевич – с отличием закончил МИФИ, работал на атомной станции БН-350 в г. Шевченко, затем в аппаратах ЦК КПСС, Кабинета Министров СССР и Минатома России. В настоящее время – директор по развитию ООО «Интерсертифика – ТЮФ». В 2009 году награждён престижной медалью имени русского философа И. А. Ильина. В ВТО занимался организационной деятельностью.
- Крутов, Павел Михайлович – актёр, сценарист. Руководил объединением с 2004 по 2006 год и с 2009 по 2013 год. Один из организаторов Межфакультетских игр КВН, Дней Дятла и Дней физика. Закончил ВГИК по специальности сценарист кино, мастерская З. Кудря.
- Разумов, Александр Сергеевич – писатель, исследователь творчества Ф. М. Достоевского, автор книги «Братья Карамазовы. Читаем ненаписанное продолжение великого романа» (2013 г.)[6]. В студенческие годы был один из руководителей ВТО, участник спектаклей ВТО «Горе ему» (1971 г.), Божественные истории» (1973 г.), «Нам оставаться!» (1974 г.), «Дракон» (1975 г.).
- Селин, Александр Геннадьевич (1958–2014) – писатель, режиссёр, литературный деятель, автор двух романов и сборника рассказов «Новый романтик». Один из руководителей ВТО, автор текстов пьес и миниатюр.
- Семёнов, Аркадий Геннадьевич – российский рок-поэт, один из основателей рок-групп «27-й километр» и «Вежливый отказ», автор текстов части их песен. Был одним из руководителей ВТО, автором текстов спектаклей и миниатюр.
- Сильцова, Валерия Владимировна – певица, участница проекта "Голос" на Первом Канале[7]. После выступления попала в команду к наставнику Диме Билану. Ведущая, арт-директор, принимает активное участие в культурно-художественном обслуживании военнослужащих ограниченного контингента войск Вооруженных Сил, членов их семей и других категорий граждан Российской Федерации. Окончила Институт Международных Отношений НИЯУ МИФИ [8].
- Струев, Сергей Николаевич – кандидат технических наук, актёр и режиссёр кино и телевидения, один из режиссёров ВТО, постановщик спектаклей ВТО «Скорлупа (1982 г.) и «Театр социального ужаса» (1988 г.).
- Турчанинов, Николай Владимирович – автор текстов, поэт и актёр ВТО в 1990-х годах. В последние годы работает практикующим тренером по йоге.
- Филиппов, Виктор Евгеньевич – ведущий актёр ВТО в 1970–1980 годах, исполнитель главных ролей в нескольких спектаклях. Один из руководителей первого набора Школы ВТО в 1973–1974 годах.
- Хрипко, Антон Викторович – актёр, автор и исполнитель ряда стихов и миниатюр, художник-карикатурист театра в студенческие годы, организатор и руководитель Первомайских слётов ВТО, автор популярной книги «Как учить чужой язык» (2004 г.), новеллы «Алин остров» (2023 г.), кандидат экономических наук, автор более 40 патентов на изобретения СССР и РФ[9].
- Хуциев, Мелько Аркадьевич (1950–2013) – публицист, литератор, общественный и театральный деятель, депутат Законодательного собрания г. Щербинка. Один из основателей и руководителей ВТО, автор спектаклей «Горе ему» (1971 г.) и «Нам оставаться!» (1974 г.).
- Шабанов, Виктор Мухтар-оглы – композитор и исполнитель бардовских песен[10], автор музыки к спектаклю ВТО «Нам оставаться!» (1974 г.).
- Шамбаров, Валерий Евгеньевич – публицист, писатель, автор книг по истории России и других стран. В ВТО был одним из руководителей, драматургом и режиссёром, составителем самиздатовского сборника «Йеллоу пресс».
- Шаров Евгений Иванович – актёр, поэт, художник-оформитель стенных газет в ВТО в 1970–1980 годах, руководитель агитбригад ВТО на КАМАЗе (1974) и в стройотряде «Кириллов» (1977, 1978).

## Библиография

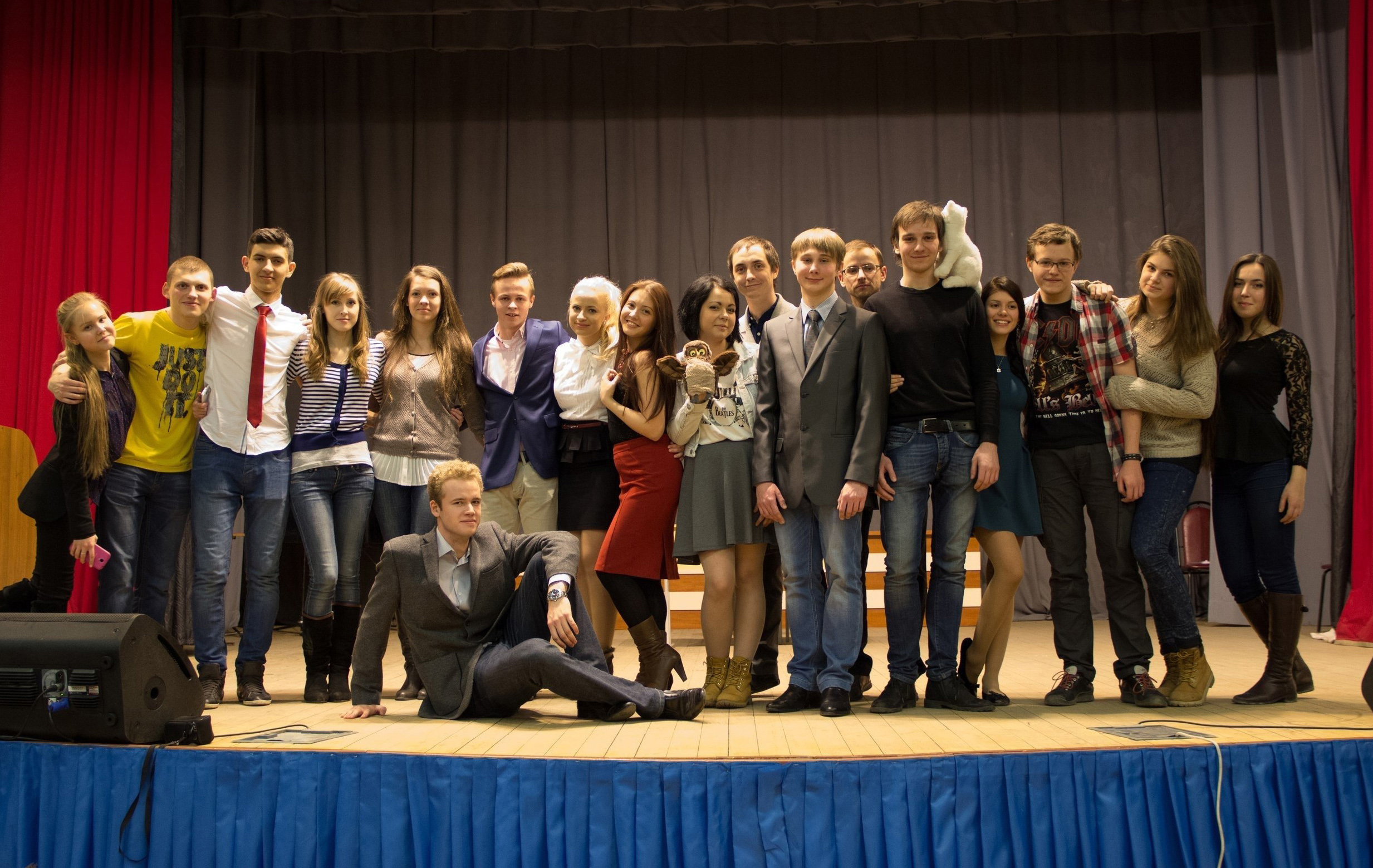
2014 г. – ВТО на сцене Актового зала НИЯУ МИФИ с программой "Как я встретил зам. декана".